# Moro Rock

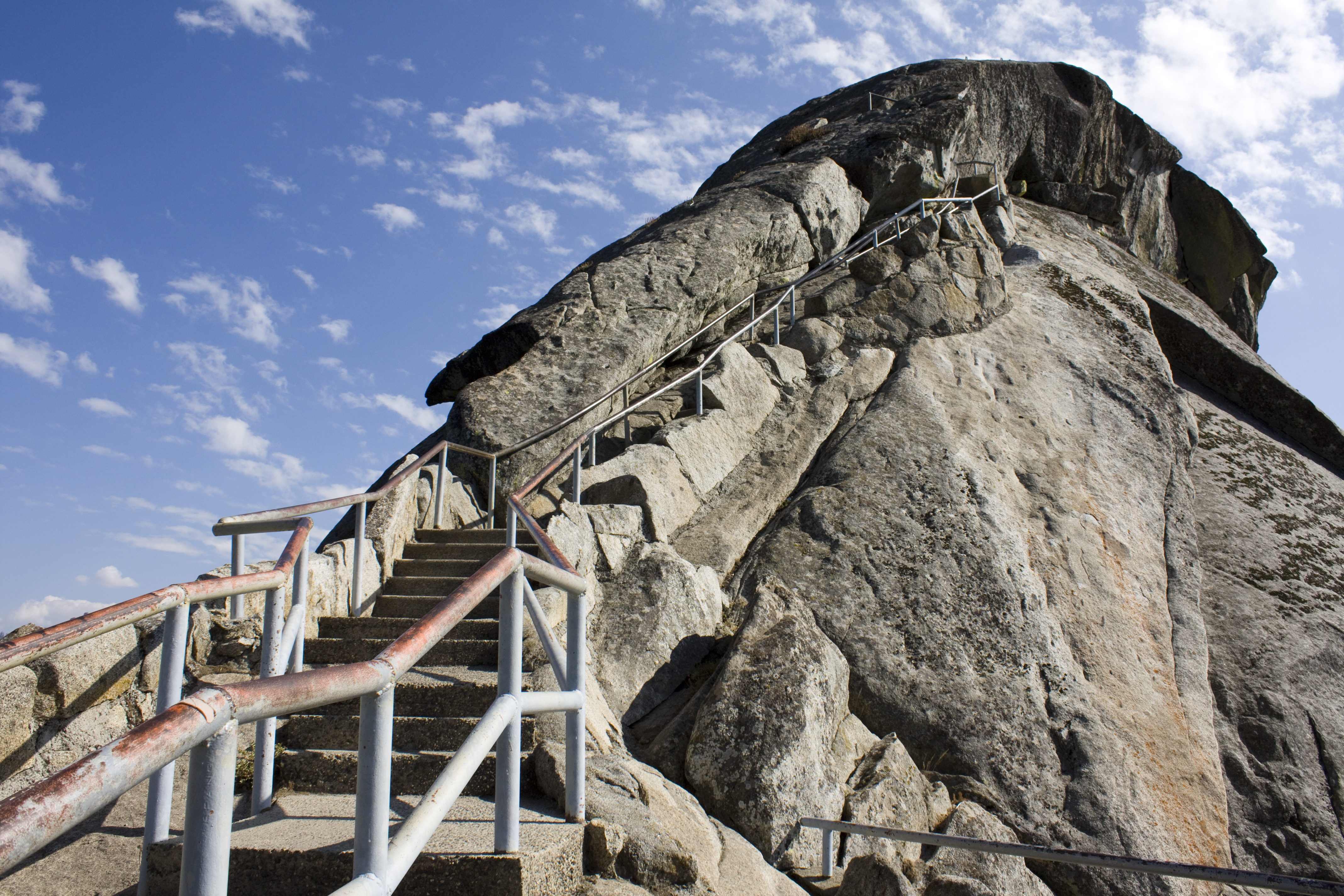
Trap naar de top van Moro Rock

Moro Rock is een granietkoepel in het Sequoia National Park in Californië (Verenigde Staten). De top van de rots ligt 2050 meter boven zeeniveau en steekt 75 meter boven het omliggende gebied uit. Hij is gelegen in het centrum van het park, aan het hoofd van Moro Creek, tussen Giant Forest (waar General Sherman staat) en Crescent Meadow. Een trap, die in de jaren 1930 door het Civilian Conservation Corps gebouwd is, zorgt ervoor dat bezoekers gemakkelijk naar de top kunnen klimmen. Het uitzicht vanaf de rots omvat een groot deel van het park, waaronder de Great Western Divide. Het gebruik van deze route wordt afgeraden tijdens onweer en wanneer het sneeuwt.